# مارک کارترایت
مارک کارترایت (انگلیسی: Mark Cartwright؛ زادهٔ ۱۳ ژانویهٔ ۱۹۷۳) بازیکن فوتبال اهل بریتانیا است.
از باشگاه‌هایی که در آن بازی کرده‌است می‌توان به باشگاه فوتبال یورک سیتی، باشگاه فوتبال استوک‌پورت کانتی، باشگاه فوتبال بری، باشگاه فوتبال برایتون اند هوو آلبیون، باشگاه فوتبال ورکسام، و باشگاه فوتبال شروزبری تاون اشاره کرد.